# Erik Kruskopf
Erik Georg Ragnar Kruskopf, född 29 augusti 1930 i Helsingfors, är en finlandssvensk konsthistoriker, konstkritiker och författare.
Kruskopf blev filosofie kandidat 1954, filosofie licentiat 1968 och filosofie doktor 1976.
Kruskopf har arbetat bl.a. som regiassistent vid operan 1955–56, redaktör på Hufvudstadsbladet 1956–65, redaktionssekreterare 1965–68, kulturredaktör 1968–78, direktör för Nordiska konstcentret på Sveaborg 1978–86, ombudsman för stiftelsen Finlandsinstitutet i Frankrike 1986–1990, projektchef i stiftelsen Pro Artibus 1990–96, biträdande professor i konsthistoria vid universitetet i Tromsø 1995.
Kruskopf mottog statens kritikerpris år 1990.
Kruskopf har som konstkritiker liknats vid en modeskribent. Han använder gärna termer som "tidsenlig" och "otidsenlig" i utvärderande syfte. Med skicklig penna och sofistikerat svängande terminologi går han till skoningslös attack mot konstnärer utanför rådande paradigm.[förklaring behövs]

## Priser och utmärkelser
- 2001 – Tollanderska priset